# Montoro Inferiore
Montoro Inferiore é uma comuna italiana da região da Campania, província de Avellino, com cerca de 9.508 habitantes. Estende-se por uma área de 19 km², tendo uma densidade populacional de 500 hab/km². Faz fronteira com Bracigliano (SA), Contrada, Fisciano (SA), Forino, Mercato San Severino (SA), Montoro Superiore.

## Demografia
| Variação demográfica do município entre 1861 e 2011                               |
|                                                                                   |
| Fonte: Istituto Nazionale di Statistica (ISTAT) - Elaboração gráfica da Wikipedia |